# Donji Rsojevići
Donji Rsojevići är en ort i Montenegro. Den ligger i den centrala delen av landet, 22 km nordväst om huvudstaden Podgorica. Donji Rsojevići ligger 187 meter över havet och antalet invånare är 114.
Terrängen runt Donji Rsojevići är bergig åt nordväst, men åt sydost är den kuperad. Runt Donji Rsojevići är det ganska glesbefolkat, med 48 invånare per kvadratkilometer. Närmaste större samhälle är Danilovgrad, 6,6 km sydost om Donji Rsojevići. Omgivningarna runt Donji Rsojevići är en mosaik av jordbruksmark och naturlig växtlighet.